# Tigridia pugana
Tigridia pugana là một loài thực vật có hoa trong họ Diên vĩ. Loài này được Aarón Rodr. & Ortiz-Cat. mô tả khoa học đầu tiên năm 2006.